# Projekt 1143.5
Projekt 1143.5 či též třída Admiral Kuzněcov je třída sovětských letadlových lodí (v tamní terminologii letadlových křižníků), stavěných od 80. let minulého století. Lodě měly na světových oceánech podporovat sovětská plavidla. Vrcholná sovětská konstrukce letadlové lodi začala být ve dvou exemplářích stavěna na sklonku existence SSSR. Po rozpadu země si první jednotku ponechalo Rusko, které ji po 12 letech dokončilo jako Admiral Kuzněcov. Druhá jednotka Varjag připadla Ukrajině, která ji z finančních důvodů nemohla dostavět a proto ji roku 1998 prodala čínské firmě spojené s tamní armádou. Číňané údajně chtěli z Varjagu udělat plovoucí zábavní park, nakonec však toto plavidlo dokončili jako letadlovou loď a roku 2012 je zařadili do aktivní služby pod jménem Liao-ning.